# 케뷔

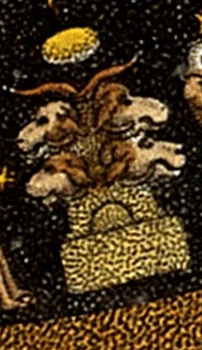

케뷔(Qebui)는 고대 이집트 신화에 등장하는 북풍(北風, 북쪽에서 불어오는 바람)의 신이다. 케뷔는 예술 작품에서 네 개의 숫양의 머리를 가지거나 날개 달린 모습으로 그려진다. 종종 나일강의 제3폭포와 혼합되기도 하였다.